# Marilynia
Marilynia bicolor es una especie de araña araneomorfa de la familia Dictynidae. Es la única especie del género monotípico Marilynia.  

## Distribución
Es originaria de Europa, Norte de África y Asia central.

## Subespecies
- Marilynia bicolor bicolor (Simon, 1870)
- Marilynia bicolor littoralis (Denis, 1959)